# Gelone
Gelóne (in greco Γέλων; in latino Gelo; Gela, 540 a.C. – Siracusa, 478 a.C.) fu tiranno di Gela dal 491 o 490 a.C. e primo tiranno di Siracusa dal 485 o 484 a.C. fino alla morte.

## Biografia

### Genealogia familiare
Figlio di Dinomene, Gelone fu il figlio maggiore dei Dinomenidi; i suoi fratelli erano Ierone, che sarebbe divenuto sovrano di Gela prima e di Siracusa dopo la morte di Gelone; Polizelo, futuro signore di Gela al posto di Ierone, e Trasibulo, succeduto a Ierone nel ruolo di tiranno di Siracusa. Gelone, secondo la tradizione, apparteneva ad una illustre famiglia, che aveva contribuito alla fondazione della città e deteneva per diritto ereditario la ierofantia degli dèi degli inferi.
Secondo Erodoto, a fondare Gela, insieme ad Antifemo, sarebbe stato un Gelone, originario dell'isola di Telos, ecista dei Rodii e antenato dell'omonimo dinomenide. Discendente del Gelone ecista sarebbe stato Teline, sacerdote di Demetra e Kore, tra i rifugiati a Maktorion in occasione della stasis che, intorno alla metà del VI secolo a.C., agitò Gela, poco prima che si instaurasse nella polis la tirannia di Cleandro.

#### Albero genealogico dei Dinomenidi
|          |                                      |                                      |          |                     |          |          |           |           |
|          |                                      |                                      |          | Dinomene il Vecchio |          |          |           |           |
|          |                                      |                                      |          |                     |          |          |           |           |
|          |                                      |                                      |          |                     |          |          |           |           |
|          | Gelone sp. Damarete figlia di Terone | Gelone sp. Damarete figlia di Terone | Gerone I | Gerone I            | Polizelo | Polizelo | Trasibulo | Trasibulo |
|          |                                      |                                      |          |                     |          |          |           |           |
|          |                                      |                                      |          |                     |          |          |           |           |
| (figlio) | (figlio)                             | (?)                                  | (?)      |                     |          |          |           |           |
|          |                                      |                                      |          |                     |          |          |           |           |
|          |                                      |                                      |          |                     |          |          |           |           |
|          |                                      | Ierocle                              |          |                     |          |          |           |           |

### Gli inizi
Gelone inizia ad affermarsi come collaboratore e guardia del corpo del tiranno Ippocrate (tiranno a Gela tra il 498 o 497 e il 491 o 490 a.C.), quando questi è impegnato a sottomettere dei congiurati aristocratici che si erano mossi contro la tirannide, innanzitutto uccidendo il fratello di Ippocrate e precedente tiranno, Cleandro (che aveva conquistato il potere tra il 505 e il 504 a.C.). Gelone si mette ancora in mostra in occasione della campagna militare con cui Ippocrate riesce a impadronirsi di tutta la Sicilia orientale, tranne Siracusa, che rimane autonoma: per i meriti acquisiti in campo, Gelone è fatto ipparco (comandante della cavalleria) dal tiranno.
(Erodoto, VII, 154)
Come ipparco, Gelone giocò un ruolo fondamentale nella vittoria di Ippocrate nella battaglia dell'Eloro del 492 a.C. insieme a Cromio di Etna figlio di Agesidamo.
Le ultime fasi di Ippocrate vedono il tiranno impegnato ad abbattere sacche di resistenza degli indigeni siculi: Ippocrate riesce a prendere Ergezio con l'astuzia, ma durante l'assedio di Ibla (sito non ancora identificato) trova la morte (491 a.C.).

#### Il ruolo di Enesidemo e Gelone nella successione a Ippocrate
Gelone si dichiara difensore dei figli di Ippocrate, Cleandro ed Euclide, ma è ben presto chiaro che l'ipparco, annientata in battaglia la resistenza dell'elemento aristocratico che aveva cercato di riprendersi un margine di potere, vuole succedere egli stesso al tiranno.
Su questo frangente, possono essere messi a confronto la narrazione di Erodoto e un passo di Aristotele. L'unico tra i membri della guardia palatina di Ippocrate che Erodoto citi, oltre a Gelone, è Enesidemo di Leontini. Nel passo aristotelico, un Enesidemo viene menzionato in rapporto a Gelone, nel contesto di una discussione sulla condizione interiore di chi commette ingiustizie e su coloro che le subiscono.
Il confronto per la successione a Ippocrate appare un contesto molto sensato per inquadrare l'episodio citato da Aristotele. Se l'ipotesi è corretta, si profila un panorama per cui Gelone assume la tirannide non, come emerge da Erodoto, per difendere i diritti dei figli di Ippocrate, ma per assumere la tirannia prima che a fare la stessa cosa sia il collega Enesidemo. D'altra parte, Freeman riporta che ai "legittimi" successori di Ippocrate, Euclide e Cleandro, gli abitanti di Gela avevano precedentemente rifiutato ospitalità in città. In questa ricostruzione, l'eversione di Gelone non va a intaccare una discendenza legittima, ma si profila come atto sovversivo nei confronti degli stessi Geloi, di cui Gelone si mette a capo sfruttandone la situazione di instabilità.

### Gelone tiranno di Gela

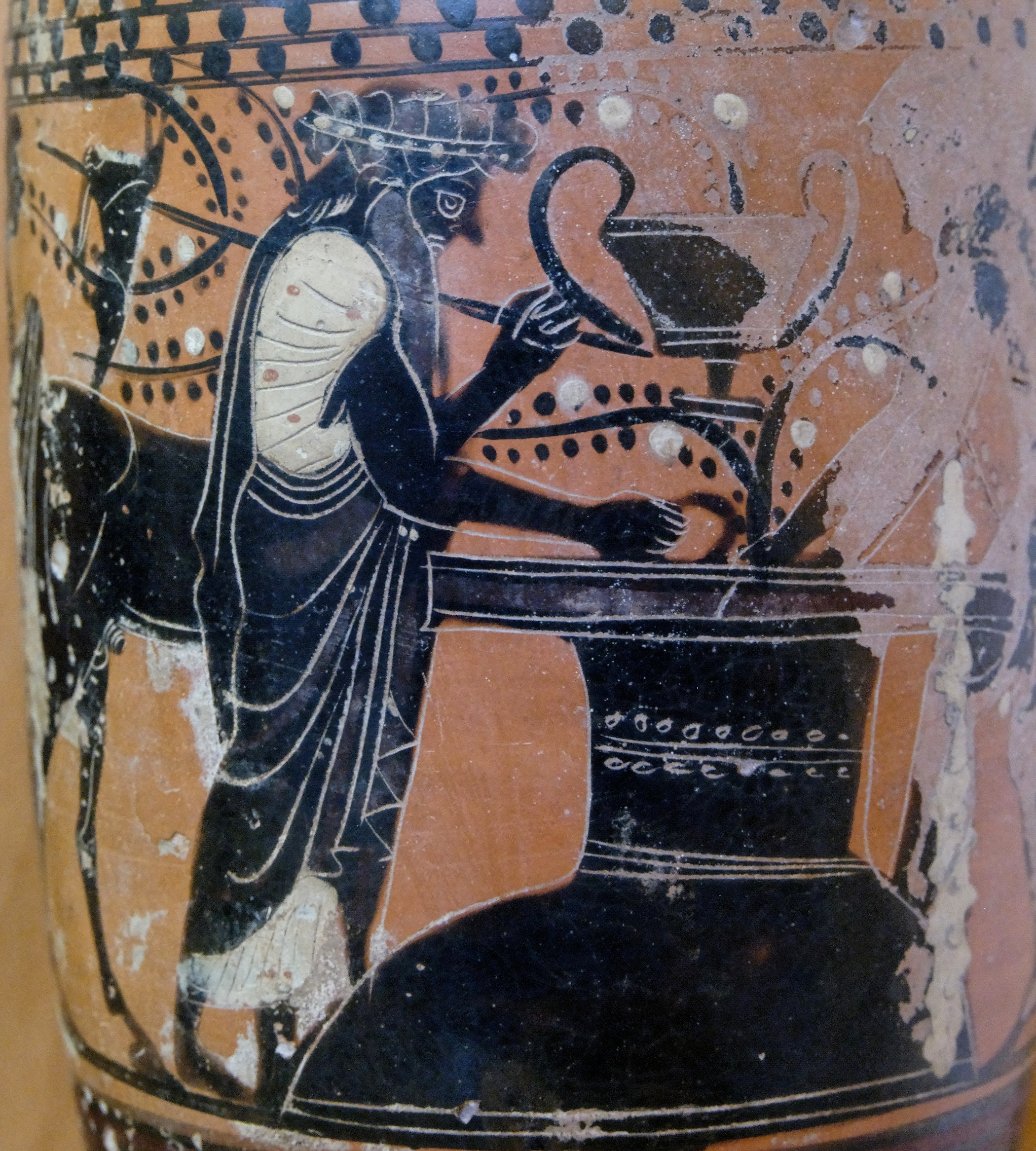
Il centauro Folo attinge del vino per Eracle, lekythos attico a figure nere, opera del cosiddetto Pittore di Gela (circa 500 a.C.), conservato al Museo archeologico regionale Antonio Salinas (Palermo)

Il periodo successivo, cioè quello dei sei anni di tirannia di Gelone a Gela, è molto poco documentato: Gelone deve tenere testa all'instabilità provocata dalla sua ascesa eversiva, in particolare alla protesta dei mercenari di Ippocrate, insediatisi a Camarina, che gli rimproverano di aver liquidato la discendenza del precedente tiranno, ma alcuni magnati passano dalla parte di Gelone e questi, inoltre, opera con essi un'attenta politica matrimoniale.
Verosimilmente già in questi anni gelesi Gelone stringe alleanza con Terone, appartenente al ghenos degli Emmenidi. Questi diviene tiranno di Akragas tra il 488 e il 487 a.C. ed è anzi probabile che la sua ascesa sia stata favorita dallo stesso Gelone. Akragas e Siracusa sono politicamente assai legate a partire da questa fase e fino alla battaglia di Imera del 480 a.C. Tale alleanza viene anche suggellata dal matrimonio di Gelone con Demarete, figlia di Terone. È anche possibile che Gelone in questo periodo aiuti Terone contro Selinunte, che con Akragas ha un continuo conflitto per Minoa, subcolonia selinuntina nei pressi del fiume Alico.
Non è chiaro se Gelone imponga a Camarina il tiranno vicario Glauco di Caristo per contrastare la ribellione dei mercenari o per prevenirla. In ogni caso questi insorgono contro Glauco, che viene condannato a morte: per cinque anni Camarina mantiene la sua indipendenza che verrà meno solo quando Gelone si impianterà a Siracusa.
Le difficoltà di questa fase di transizione sono per Gela aggravate dall'iniziativa di Anassilao (o Anassila), tiranno di Reghion, il quale, intuìto qualche spazio di manovra, torna alle sue mire sullo Stretto di Messina, in passato arrestate da Ippocrate, e assalta per mare e per terra Zancle, dove Gelone aveva posto come tiranno vicario Cadmo di Cos, figlio di Scite. Lo scontro è attestato da una dedica posta su uno schiniere e su un elmo rinvenuti a Olimpia, in cui i Reggini si vantano di una vittoria sui Geloi. È forse in questo frangente che Anassilao rifonda Zancle con coloni di diversa origine, tra cui elementi messeni (e di origini messene era lo stesso Anassilao), motivo per cui Zancle viene ribattezzata Messana e diviene capitale del cosiddetto "regno dello Stretto". Anassilao diviene ecista di Messana e molto probabilmente vi si trasferisce, lasciando Reghion al figlio Leofrone.
È possibile che sia proprio la perdita di Zancle a spingere Gelone a indirizzare le sue mire verso Siracusa.

#### Grano in dono a Roma
Il tiranno di Gela perde dunque il controllo sullo Stretto, ma questo non gli impedisce, come pare, di aiutare la Repubblica romana, sorta nel 509 a.C. con la cacciata dei Tarquini, la quale aveva fatto richiesta di grano. La notizia è riportata da Dionigi di Alicarnasso, il quale riferisce che il Senato romano, in occasione di una grave carestia, aveva deliberato di chiedere aiuto all'esterno (492 o 491 a.C.). Gli ambasciatori romani (P. Valerio e Lucio Geganio Macerino) svernano a Gela (come riporta Tito Livio) e poi tornano a Roma con ben 25.000 medimni di grano (circa 984 tonnellate di derrate alimentari). Pare che Gelone non pretendesse alcun corrispettivo economico, considerando quel grano una semplice donazione (così Plutarco).
Non è chiaro se questo episodio vada riferito al periodo in cui Gelone esercitava la tirannia a Gela (come ritengono Braccesi e Millino) o a quando era già tiranno di Siracusa (come proposto da Freeman). In ogni caso, la scelta di aiutare Roma evidenzia la capacità di Gelone di muoversi sullo scacchiere internazionale, profittando, nel caso in questione, della ricca e proverbiale produzione cerealicola della Piana di Gela.
Si ipotizza che l'aiuto all'Urbe celasse il tentativo di Siracusa di arginare gli interessi etruschi in Campania, che rischiavano di compromettere i ricchi commerci tra la Sicilia e la Magna Grecia: Roma, sentendosi in debito, non si sarebbe potuta sottrarre ad una eventuale richiesta di Gelone di contenere a settentrione il grosso dei Tirreni nel caso in cui il sovrano siceliota avesse deciso di attaccare l'enclave etrusca in Campania.
Secondo un'altra ipotesi, suffragata da Freeman, questo avvenimento sarebbe stato inventato in ambiente romano per sottolineare i buoni rapporti esistenti tra Siracusa e Roma: un principe siracusano, Dionisio I, a seguito della sigla di un trattato con Roma, avrebbe inviato un grande quantitativo di grano all'Urbe. Il protagonista di parte romana sarebbe stato Gneo Marcio Coriolano, generale degli inizi della repubblica. L'associazione di Coriolano con Dionisio produceva però un evidente anacronismo, visto che il primo era vissuto tra la fine del VI e gli inizi del V secolo a.C., e Dionisio, invece, tra la fine del V e gli inizi del IV secolo a.C. Per ovviare al problema, gli scrittori romani successivi avrebbero sostituito il nome di Dionisio con quello di Gelone, contemporaneo di Coriolano, armonizzando altresì le leggende poetiche e i Fasti triumphales.
L'episodio, comunque, se confermato, rappresenta un importante precedente in chiave anti-etrusca della battaglia di Cuma (474 a.C.), che sarà vinta da Ierone, fratello e successore di Gelone.

#### La vittoria alla quadriga del 488 a.C.

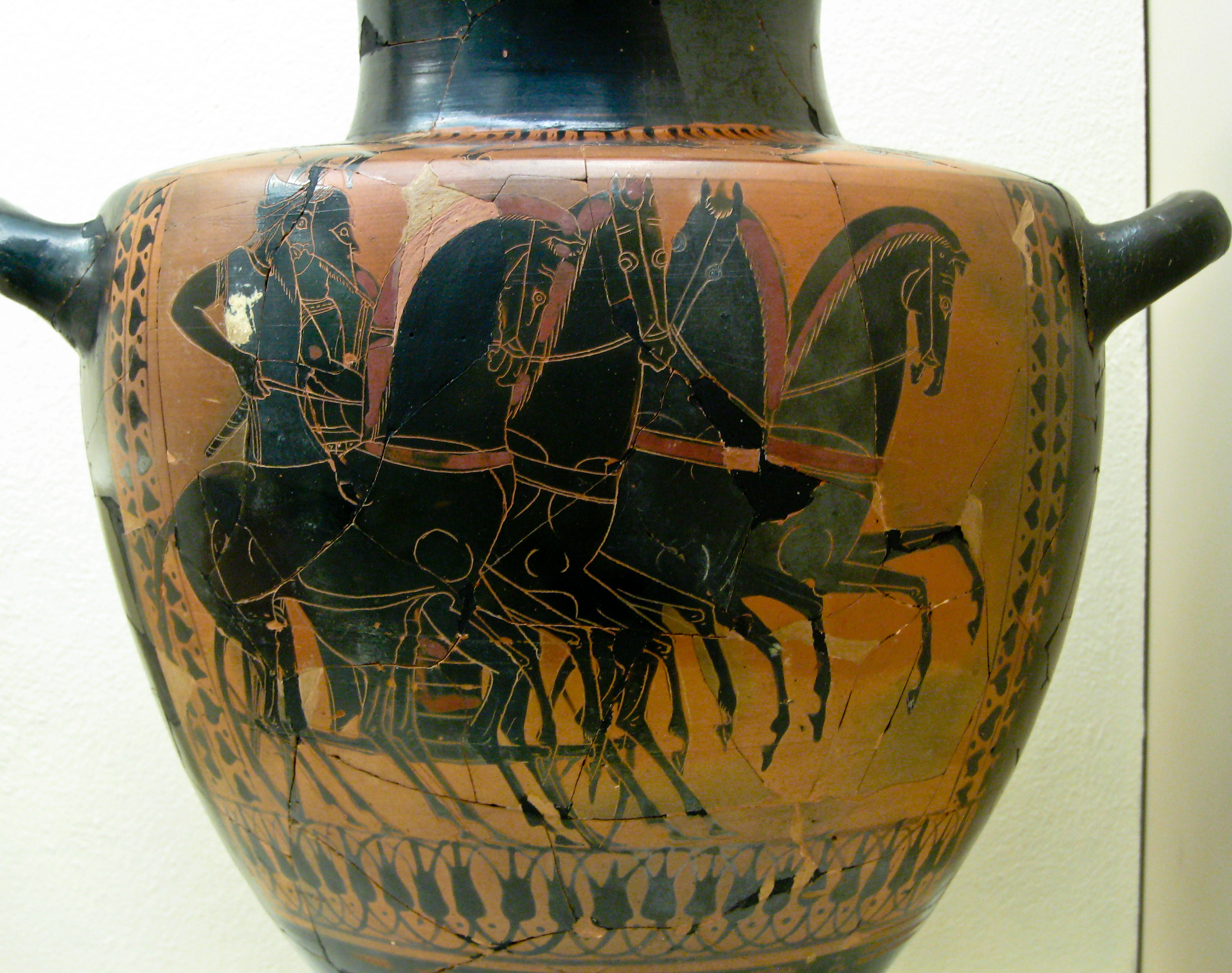
Una quadriga su una hydria greca, prodotto della bottega del Pittore di Lisippide (530-520 a.C.)

L'immagine internazionale di Gelone è ulteriormente arricchita da una importante vittoria alla quadriga ai giochi panellenici di Olimpia. La vittoria, avvenuta nel 488 a.C., è riportata da Pausania, il quale attesta che per commemorare quella vittoria Gelone fa costruire una quadriga di bronzo da dedicare agli dèi. La dedica riporta: "Gelone, figlio di Dinomene di Gela [mi] ha dedicato a Zeus. Glaucia di Egina [mi] fece".
A questo periodo risale il mecenatismo di Gelone, che accoglie alla sua corte artisti e poeti perché propaghino nel mondo ellenico la fama di Gela. Il logografo Ellanico di Lesbo indicherà Gela come città fondata da Gelone, a sottolineare l'importanza che la città attribuiva al suo tiranno.

#### La guerra degliemporia

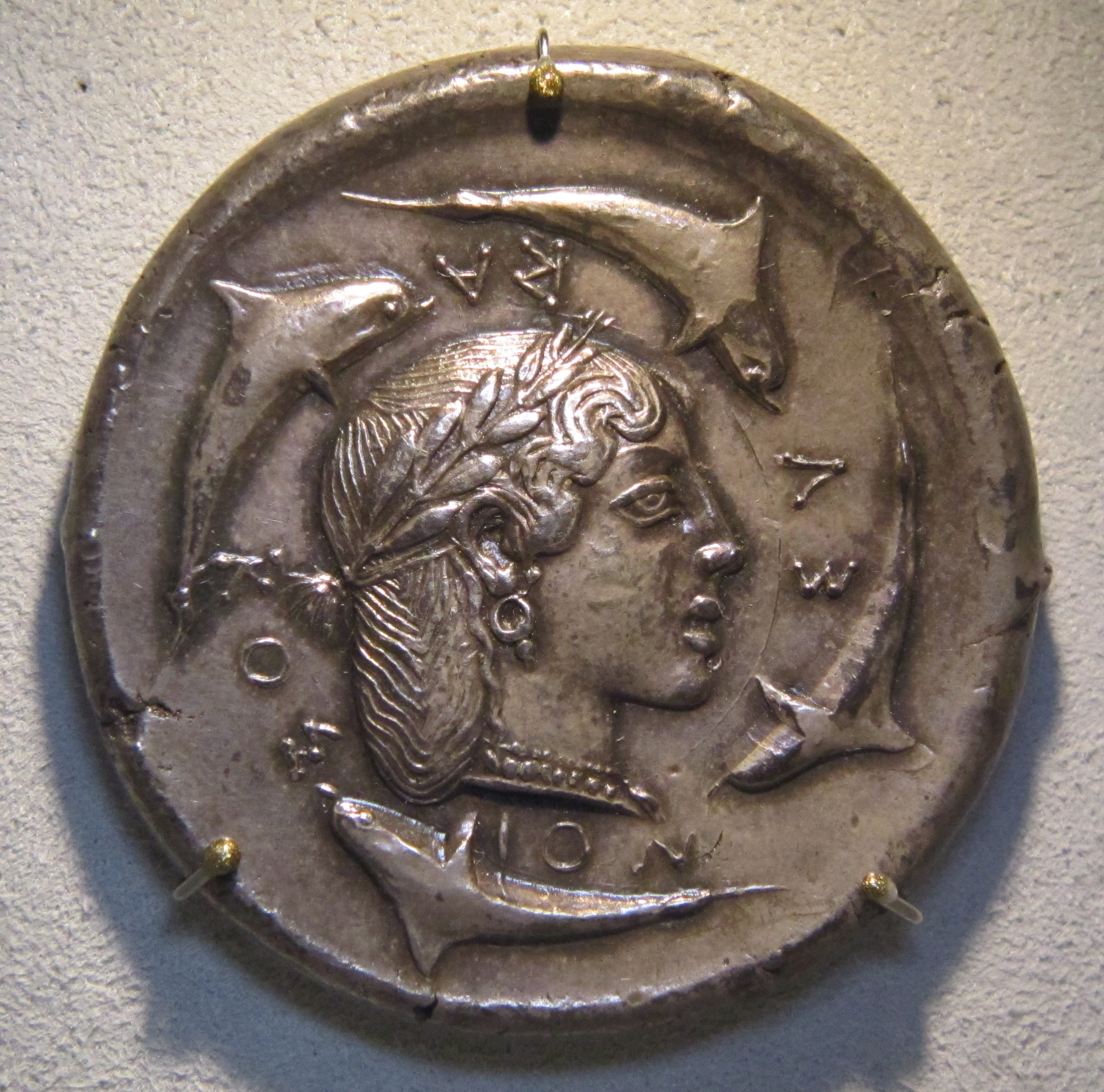
Demareteion, moneta dell'epoca geloniana

Gelone non tarda ad entrare in conflitto con l'elemento punico, concentrato nel corno occidentale della Sicilia. Il tiranno si iscrive, di fatto, nella lunga vicenda che vede tutte le città greche di Sicilia, schierate sui due diversi fronti, coinvolte nella cosiddetta "guerra degli emporia" (che può essere collocata tra il 490 e il 480 a.C.). Tale conflitto ha le sue premesse nella spedizione dello spartano Dorieo, fratello di Leonida, ed è a sua volta premessa della battaglia di Imera del 480 a.C.
Come riportato da Erodoto, sul finire del VI secolo a.C., forse intorno al 510 a.C., Dorieo, dopo una sfortunata esperienza nel Nord Africa, a Cinipe, tra i Libyi, torna nel Peloponneso e, su consiglio di Anticare di Eleone, decide di recarsi in Sicilia, per riprendere agli Eraclidi la terra che Eracle aveva conquistato al gigante Erice. Nell'area, probabilmente, di Drepanon, Dorieo fonda Eraclea. Ma i Punici, alleati con gli Elimi di Segesta, sconfiggono Dorieo, che resta ucciso, e i suoi coloni. È possibile ritenere, anche sulla scorta di Diodoro, che Dorieo sia riuscito a mantenere il potere per qualche anno:
L'egemonia cartaginese sulla Sicilia occidentale ha avuto sempre e sempre avrà una funzione commerciale. È possibile immaginare che il conflitto sorto tra i Cartaginesi e Dorieo vedrà ininterrottamente e fino al 480 a.C. le città greche confrontarsi con l'elemento punico.
La guerra degli emporia è appunto questo confronto tra alcune città greche di Sicilia e i Punici, a loro volta alleati con città greche sensibili ai vantaggi di un pacifico commercio con Cartagine. Intorno a questo conflitto abbiamo le testimonianze di Erodoto e di Giustino.
Quando, nel 480 a.C., dei legati dalla madrepatria (soprattutto spartani) chiedono aiuto a Gelone per combattere i Persiani, egli avrebbe risposto:
(Erodoto, VII, 158, 1-3)
Il passaggio erodoteo sembra dunque attestare che Gelone era impegnato contro i Cartaginesi a liberare gli emporia, generalmente identificati con Imera e Selinunte. E proprio in questi due centri le fonti attestano la presenza di governi di orientamento filocartaginese. Tali governi avevano suscitato l'avversione di altre città greche o perché limitavano a queste l'accesso ai propri porti o perché avevano innalzato i dazi per le merci che di lì passavano.
Quanto a Giustino, egli riporta, con riferimento ad un periodo precedente la battaglia di Imera, che esisteva tra Cartaginesi e Greci una condizione di cronica conflittualità:
(4, 2, 6-7)
È molto probabile che i "tiranni" di cui parla Giustino non siano altri che Gelone e Terone. Poiché un conflitto sugli emporia doveva certamente combattersi soprattutto per mare e non avendo Gela una marina, è più facile immaginare che esso sia arrivato a definizione solo quando Gelone aveva già conquistato Siracusa o era prossimo a farlo.

### Gelone tiranno di Siracusa

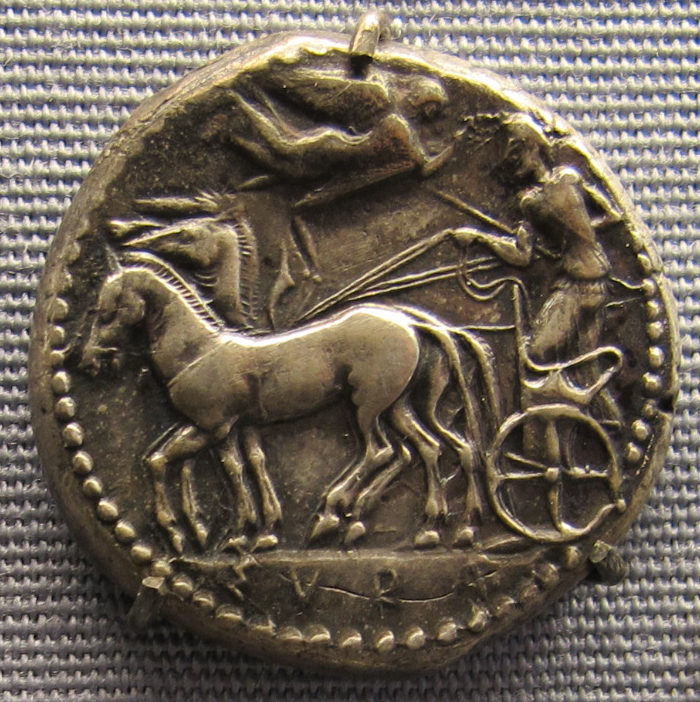
Tetradramma da Siracusa (circa 510-485 a.C.)

Come accennato, è possibile che a spingere Gelone verso l'assunzione della tirannide a Siracusa sia stata la perdita di Zancle ad opera di Anassilao. Tale orientamento si spiega con la funzione commerciale di Zancle, il cui scalo serviva a controllare il commercio marittimo di tutta l'isola. Ma questa funzione poteva essere assolta anche dallo scalo di Siracusa, che anzi era all'epoca il più attrezzato dell'isola, oltre ad essere maggiormente rivolto alla penisola italica, l'Asia e la Grecia.
La conquista di Siracusa da parte di Gelone non avviene con la forza, perché egli sa duttilmente introdursi nelle contese di classe sorte intorno alla città aretusea, anche se è certamente la sua potenza militare che gli consente di entrare nella veste di arbitro di tali contese.
A Siracusa il partito oligarchico dei gamoroi, uscito sconfitto dalla lotta contro il demos, alleato agli indigeni killichirioi, era stato esiliato dalla città e si era rifugiato presso Casmene. Gelone difende la loro causa e si adopera, con una mobilitazione armata, per ottenere il loro rimpatrio; di rimando i cittadini siracusani gli aprono le porte e si sottomettono a lui senza alcuna opposizione (485 o 484 a.C.).
Aristotele (Politica, 1302b, 31-2) ci informa del fatto che a Siracusa, prima dell'intervento di Gelone, vigeva una politeia, cioè una costituzione democratica moderata, peraltro a rischio di degenerare in anarchia. È possibile che essa si fosse formata a causa dello scontro di circa dieci anni prima con Ippocrate, quando i gamoroi si erano dovuti rifugiare a Casmene e Siracusa non perse l'autonomia solo per la mediazione di Corinto.
Gelone entra quindi a Siracusa come mediatore, ma la sua posizione istituzionale può fondarsi solo sulla forza, per cui il demos lo accetta come tiranno. Gelone si trasferisce a Siracusa e lascia Gela al fratello Ierone. A partire da questo momento, il primato delle città greche in Sicilia passa da Gela a Siracusa. Gelone infatti si concentra nell'accrescimento ed il potenziamento della città aretusea. Come riportato da Erodoto, distrugge Camarina, ricostruita dal predecessore Ippocrate non molti anni prima e da tempo ostile a Gelone, deportandone gli abitanti a Siracusa; deporta anche oltre la metà della cittadinanza geloa e, essendo cadute le città di Megara Iblea e di Eubea (Licodia Eubea) sotto il suo controllo, trapianta tutti i loro cittadini più ricchi (i pachéis o "grassi") a Siracusa, riducendo invece in schiavitù il demos delle due città, che vengono distrutte. Gelone estende così il proprio potere in tutta la parte sud-orientale della Sicilia, con Naxos come limite a nord.
Come scrivono Braccesi e Millino:
(Op. cit., p. 73)
E sarebbe errato considerare l'operato di Gelone come favorevole ai pachéis e avverso al demos. Infatti il corpo civico di Siracusa viene livellato attraverso una redistribuzione di terre e ricchezze che di fatto non favorisce nessuno, ma che è operata nell'esclusivo interesse personalistico del tiranno. A Siracusa, infatti, anche i gamoroi perdono completamente il loro peso politico. Il processo complessivamente è assai articolato "e si conclude con la 'metropolizzazione' di Siracusa e la depoliticizzazione [delle città limitrofe]". Tuttavia secondo Erodoto (VII, 156) Gelone considerava il demo come uno "spiacevole inquilino" facendo comunque pensare che egli tiranneggiasse sfavorendo quest'ultima classe sociale.
Come già Ippocrate, Gelone lega a sé i mercenari dando loro la cittadinanza - ed erano più di 10 000, secondo la testimonianza di Diodoro (11, 72, 3). Siracusa è "rifondata" e ripopolata da Gelone, e il suo territorio riorganizzato. Molto probabilmente a questo sviluppo si accompagnò una riforma istituzionale, ma non abbiamo notizie in tal senso. La tradizione riporta dell'istituzione di un'assemblea popolare: è quindi possibile che sia da ascrivere a Gelone quella costituzione "moderata" che la città avrà ancora nel periodo successivo al periodo dinomenide. Sappiamo da Diodoro che, quando poi cadrà l'ultimo dinomenide, Trasibulo, i mercenari si arroccheranno nel quartiere di Acradina, per cui è possibile indurre che Gelone abbia non solo riorganizzato il territorio, ma anche ampliato l'estensione della polis.
Mai prima d'ora un tiranno siceliota aveva raccolto nelle proprie mani tutto questo potere: in soli dieci anni Gelone si era reso l'uomo più importante di tutta la Grecia e forse di tutta Europa. Tale era la fama ed il prestigio di Gelone che a lui, come accennato, si rivolsero gli ambasciatori spartani ed ateniesi per richiedere sostegno in vista dell'imminente invasione della Grecia, pianificata dal re persiano Serse. In risposta Gelone offrì di concedere una flotta di 200 triremi e di 20 000 opliti, 2 000 cavalieri, 2 000 arcieri e 2 000 frombolieri, oltre al rifornimento di grano per tutto l'esercito greco per tutta la durata della guerra, solo a patto che gli lasciassero il posto di comando delle operazioni militari panelleniche, o almeno dei soli contingenti navali.
(Erodoto VII, 161)
Gli ambasciatori, come era prevedibile, respinsero la richiesta del tiranno, il quale dunque non intervenne in aiuto delle metropoleis impegnate nella seconda guerra persiana. Il resoconto erodoteo di questa trattativa non appare molto credibile, se si considera che i Persiani non rappresentavano in alcun modo un pericolo concreto per Gelone. D'altra parte, se non quelle per la marina, le cifre relative all'esercito possono forse dare un'adeguata idea delle forze che egli era in grado di mettere in campo. Se ciò è corretto, ne viene fuori che la città di Siracusa e i suoi dintorni ospitavano una quantità di popolazione quale nessuna comunità siciliana avrebbe raggiunto dall'istituzione della provincia romana all'era moderna. Un incremento demografico parrebbe confermato archeologicamente, perché è infatti in questo periodo che la città si espanse a nord e a est, formando il quartiere della Neapolis.

#### La battaglia di Imera

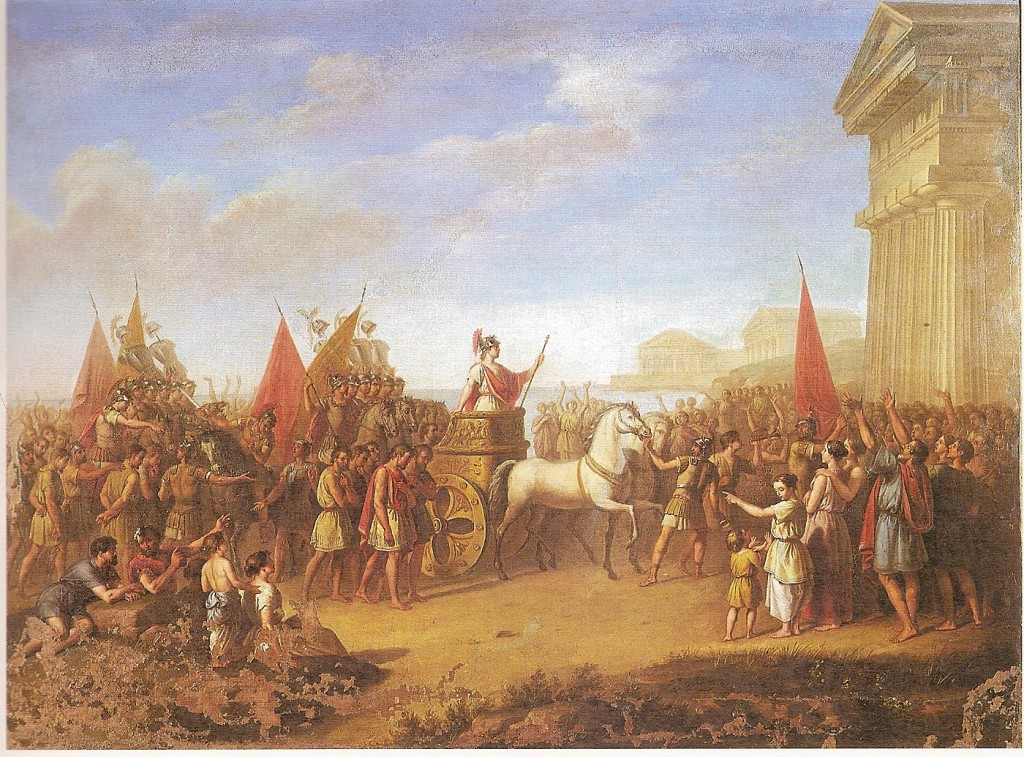
Gelone ritorna vittorioso dopo la battaglia di Imera in un dipinto di Giuseppe Carta (1853)

A reggere in quel periodo Imera era Terillo, fortemente orientato a preservare il suo rapporto di amicizia e commercio con Cartagine e legato, in particolare, da un personale vincolo di xenia con Amilcare. Terillo era inoltre suocero di Anassilao di Reghion, che ne aveva sposato la figlia Cidippe. Le mire di Terone, alleato e congiunto di Gelone, verso Imera profilano la contrapposizione tra un blocco dorico (Siracusa, Gela e Akragas) e un blocco calcidese (Reggio, Imera e Messana).
Terillo viene scacciato da Imera ad opera di Terone. Ciò determina l'intervento di Anassilao, il quale, come riporta Erodoto, aveva consegnato in ostaggio ad Amilcare i figli, in modo da assicurarsi l'alleanza con Cartagine. I Cartaginesi intervengono con 300 000 uomini, in gran parte mercenari assoldati tra le popolazioni soggette a Cartagine. Sappiamo che l'esercito fu approntato in tre anni, per cui è possibile datare la conquista di Imera da parte di Terone al 483 a.C.
Della battaglia abbiamo un resoconto di Diodoro, che ricalca fonti di parte siracusana (forse per questo il ruolo di Terone ne risulta sminuito).
I Cartaginesi sbarcarono con duecento navi presso Palermo, dopo che per una tempesta le navi onerarie erano andate perdute. L'armata, guidata da Amilcare, arrivò alle mura di Imera, sottoponendo la città ad un minaccioso assedio, a cui Terone oppose una tenace resistenza. A questo punto sopraggiunse Gelone, a capo di un esercito costituito da 50 000 fanti e 5 000 cavalieri. La battaglia che ne seguì, per quanto numericamente impari, terminò con una totale disfatta per le truppe cartaginesi e con un'inattesa vittoria degli alleati siracusani ed agrigentini. Gelone riuscì infatti a catturare 10 000 soldati dell'esercito avversario. Inoltre, avvisato del sopraggiungere della cavalleria selinuntina per soccorrere Amilcare, Gelone la intercettò e la fece sostituire da propri cavalieri: riuscì in tal modo a trarre in inganno i Cartaginesi e a menar strage nell'accampamento punico. Amilcare fu ucciso e le navi incendiate.

#### Le conseguenze della vittoria

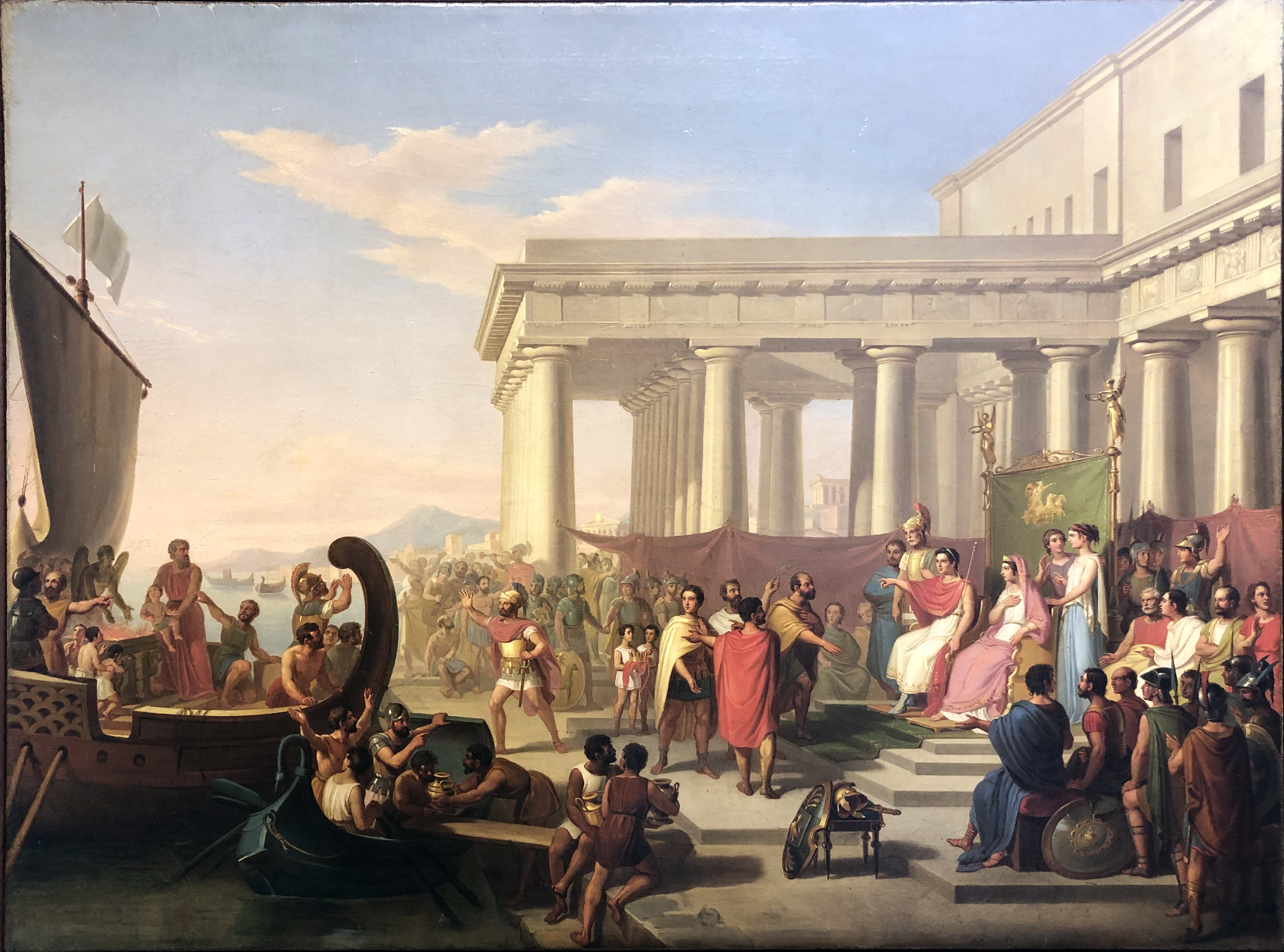
Gelone accorda la pace ai vinti cartaginesi, in un dipinto di Michele Panebianco (1850)

Come riporta Diodoro (XI, 26, 1), le città greche fino a quel momento avverse a Gelone, dopo quest'episodio bellico, si sottomisero al tiranno, che raggiunse l'apice del proprio potere e della propria fama. Benché vittorioso, Gelone non pretese dai Punici onerose indennità di guerra: pare infatti che, su consiglio della moglie Damarete, durante le trattative di pace abbia solo richiesto che presso di loro avesse fine la consuetudine di sacrificare esseri umani agli dèi. Il corposo bottino di guerra, costituito da un gran numero di schiavi e da altre ricchezze, gli consentì di abbellire Siracusa con nuovi templi e monumenti, e di inviare in dono a Delfi un ricco donativo per la vittoria conseguita, tra cui un tripode aureo ricordato da Diodoro, di cui è stato poi rinvenuto il basamento. Questa sembra essere una pura finzione fatta dagli autori ellenici per esaltare la gloria del tiranno.
Probabilmente il motivo di condizioni così lievi nei confronti dei Cartaginesi sconfitti va ravvisato nel desiderio di mantenere attivo un contrappeso, nella Sicilia occidentale, allo stesso alleato Terone, in modo da evitare che questi si facesse troppo potente, finendo per minacciare il primato siracusano. E sempre in chiave anti-emmenide va letto il trattato di alleanza che Gelone stringe con Selinunte. Più in generale, Gelone, con la vittoria, si è assicurato spazio di manovra negli emporia, risolvendo così il caso che aveva prodotto il conflitto greco-punico negli ultimi dieci anni prima della battaglia risolutiva. Quanto a Cartagine, essa cesserà di attaccare la Sicilia per i successivi settant'anni.
Una delle conseguenze più importanti della vittoria siracusana a Imera risiede nell'affievolimento del potere di Anassilao: il suo tentativo di penetrazione in Sicilia subisce un fatale arresto. Risulta comunque alquanto incomprensibile la sua condotta rispetto alla battaglia: l'ipotesi più probabile è che il suo contributo alla causa degli Imeresi sia consistito nel pagamento di truppe mercenarie. In ogni caso non è menzionata la sua presenza tra i tiranni che si sottomisero a Gelone. Pochi mesi dopo la battaglia Anassilao ebbe modo di recarsi pacificamente a Olimpia, dove vinse la gara dei carri trainati da mule (competizione che non ebbe lunga vita). Poté tenere Messana, forse a patto di sottomettersi a Siracusa. Sua figlia andrà poi sposa a Ierone, non sappiamo se prima o dopo la morte di Gelone. Anassilao morirà poi nel 476 a.C.
Dopo quest'evento l'egemonia siracusana sull'isola si farà più netta, come conferma la numismatica: tutte le poleis siceliote adotteranno il sistema ponderale siracusano e il "tipo" della quadriga.

### La morte e il problema della successione
Gelone morì nel 478 o nel 477 a.C.: Plutarco (Moralia, 404) scrive che la causa del decesso fu l'idropisia. In breve la sua figura e il suo operato furono trasfigurati dal regime dinomenide, assumendo i contorni del mito, di modo che venne poi tradizionalmente considerato un tiranno moderato e giusto, esente dalle efferatezze sistematicamente attribuite a un Falaride: secondo le fonti, alla sua morte tutto il popolo siracusano partecipò ai funerali, per poi piangerlo a lungo anche dopo ed erigere a sue spese un mausoleo in suo ricordo, vicino al tempio di Zeus ai Pantanelli (anche se non resta nessuna traccia archeologica). Post mortem ebbe un culto da eroe.
Sebbene avesse un figlio (di cui non ci è pervenuto il nome), sembra che abbia posto le condizioni per una successione diarchica: tradizione vuole che sul letto di morte nominasse suo successore il fratello Ierone, affidando all'altro fratello Polizelo (che sarebbe divenuto signore di Gela) il figlio e la moglie Demarete, oltre ad una non meglio specificata strateghìa.

## La figura di Gelone

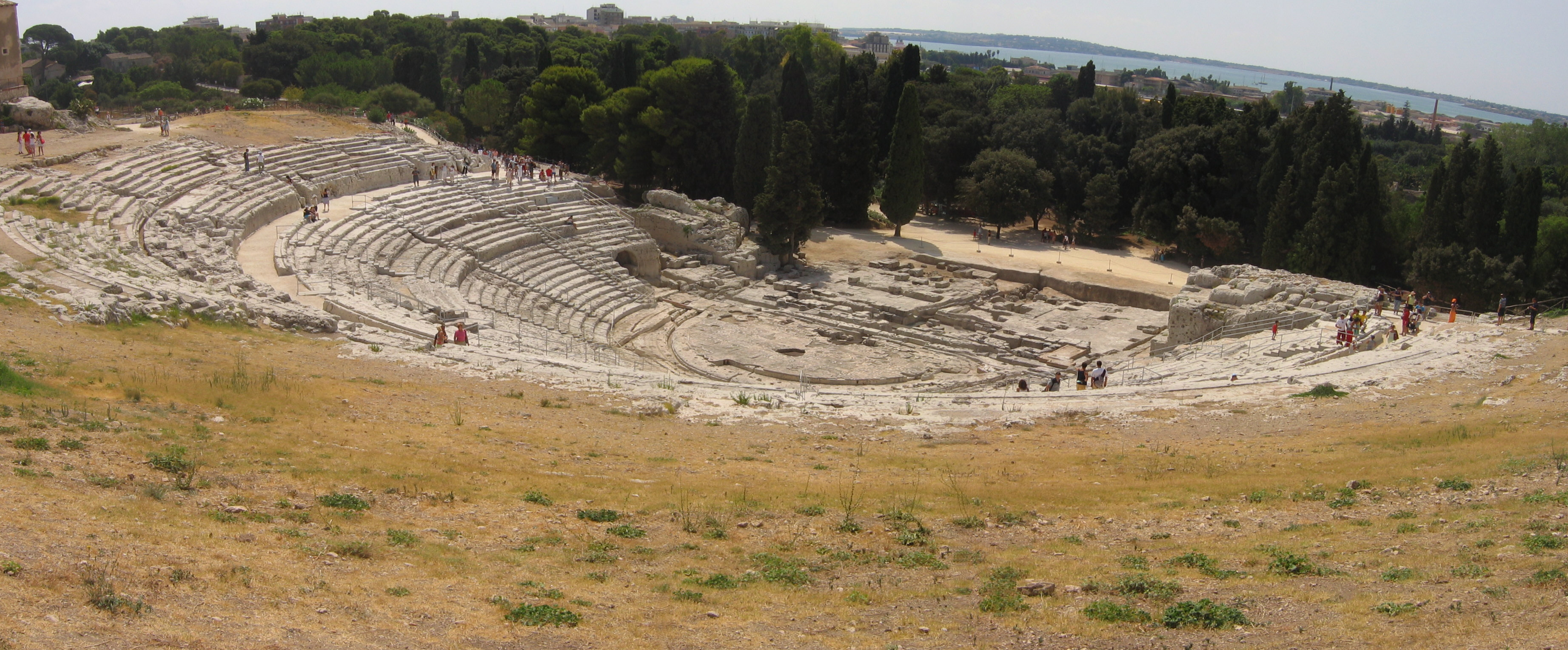
Il teatro greco di Siracusa

Erodoto riporta il celebre presunto (ma falso) sincronismo tra la battaglia di Imera e la battaglia di Salamina. Per Diodoro, invece, il sincronismo sarebbe tra Imera e le Termopili, con l'effetto ancora più suggestivo di far coincidere la morte di Leonida con la vendetta del fratello di questi, Dorieo. Il mito di questi sincronismi, tutti tesi a ingigantire la figura di Gelone, va collegato con un altro dato tradizionale, riportato da vari storici, secondo cui esisteva un'alleanza o comunque un'intesa tra Serse e Cartagine, promossa dal primo, tesa a liquidare i Greci tanto in Occidente quanto nella madrepatria. Questa ipotesi appare non inverosimile, dato che i domini di Persia e Cartagine erano in contatto nel Nord Africa.
Sempre Diodoro riporta l'aneddoto secondo cui Gelone, quando ricevette dalla madrepatria l'ambasciata della sconfitta persiana a Salamina, non essendovi altri nemici da combattere convocò un'assemblea di cittadini armati. Per dimostrare la sua condotta non dispotica, dinnanzi all'esercito e alla cittadinanza siracusana elencò le sue azioni e i successi militari, poi concluse chiedendo ai presenti che qualora avesse abusato della sua autorità venisse trucidato in quel momento: il popolo ascoltando la sincerità delle sue parole lo acclamò. Claudio Eliano, invece, riporta che radunò il popolo in assemblea per rimettere il comando della città. Disarmato chiese di mantenere il potere o di averlo tolto, al che il popolo per acclamazione lo invitò a restare il sovrano di Siracusa.
Nonostante si conosca molto poco della politica estera e della personalità di Gelone, la sua figura è stata da molti scrittori successivi elogiata come simbolo di moderazione, di previdenza e come modello del buon monarca, nonostante Gelone fosse del tutto analfabeta. La sua popolarità nel tempo appare descritta in termini esagerati, anche se si è certi che appena dopo la morte del tiranno il popolo eresse in suo onore una tomba a spese pubbliche e rese gli eroici onori al defunto. Quasi un secolo dopo, quando in Sicilia Timoleonte volle distruggere le tirannidi e ogni loro testimonianza, la tomba di Gelone fu risparmiata.

### La corte di Gelone
La costruzione del teatro greco di Siracusa indica chiaramente la volontà del sovrano di favorire lo sviluppo culturale della polis. Alla sua corte furono infatti presenti due artisti che favorirono una vivace cultura: il commediografo e poeta Epicarmo, che rese famoso a Siracusa il genere della commedia, e Formide, poeta e drammaturgo amico di Gelone ed educatore dei figli.
Riguardo alla corte di Gelone e al tiranno in persona esiste anche un aneddoto:
(E. A. Freeman, v. 2, p. 220.)

## Le opere pubbliche costruite da Gelone

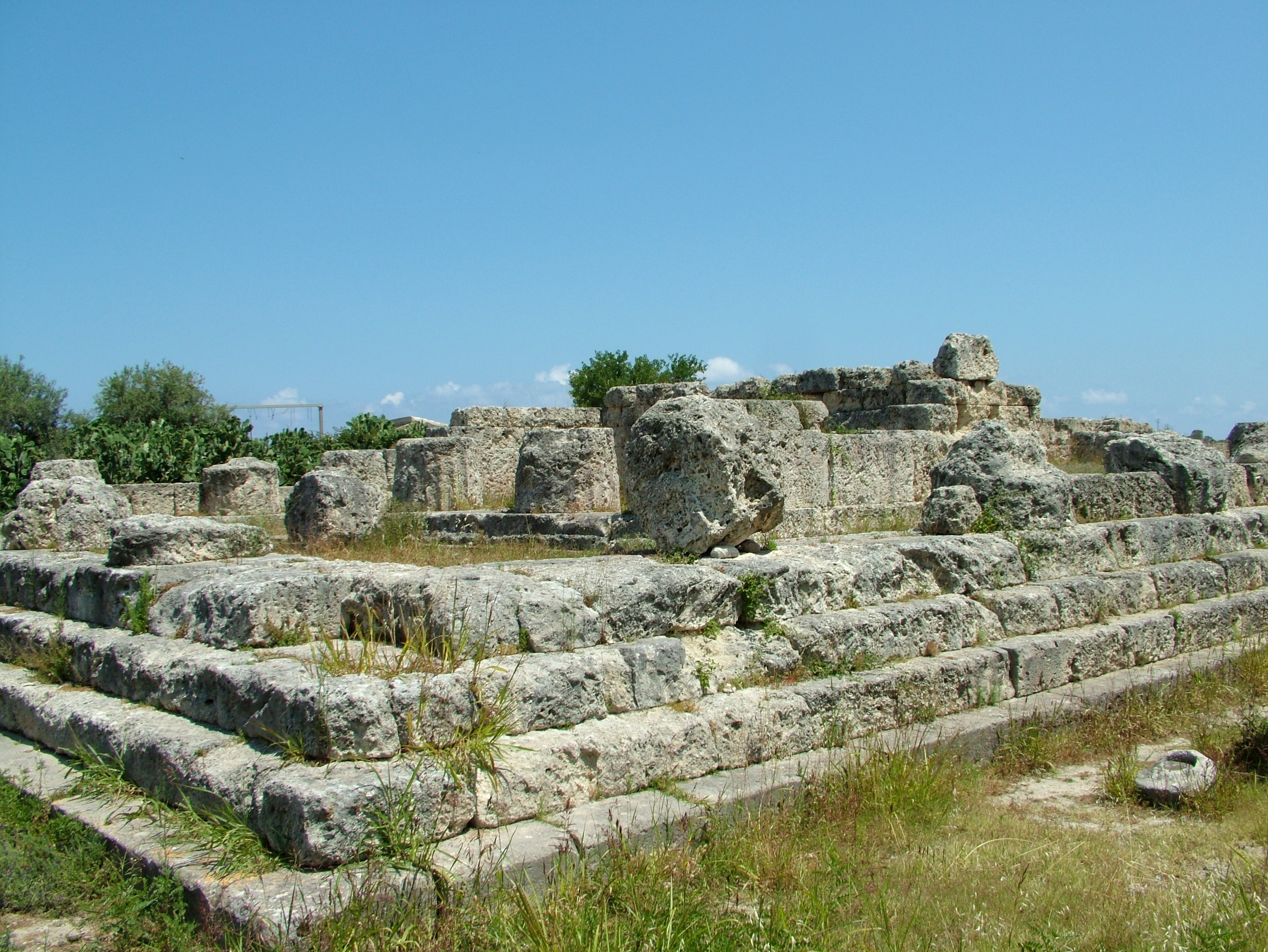
Il tempio della Vittoria a Imera, gemello di quello di Siracusa

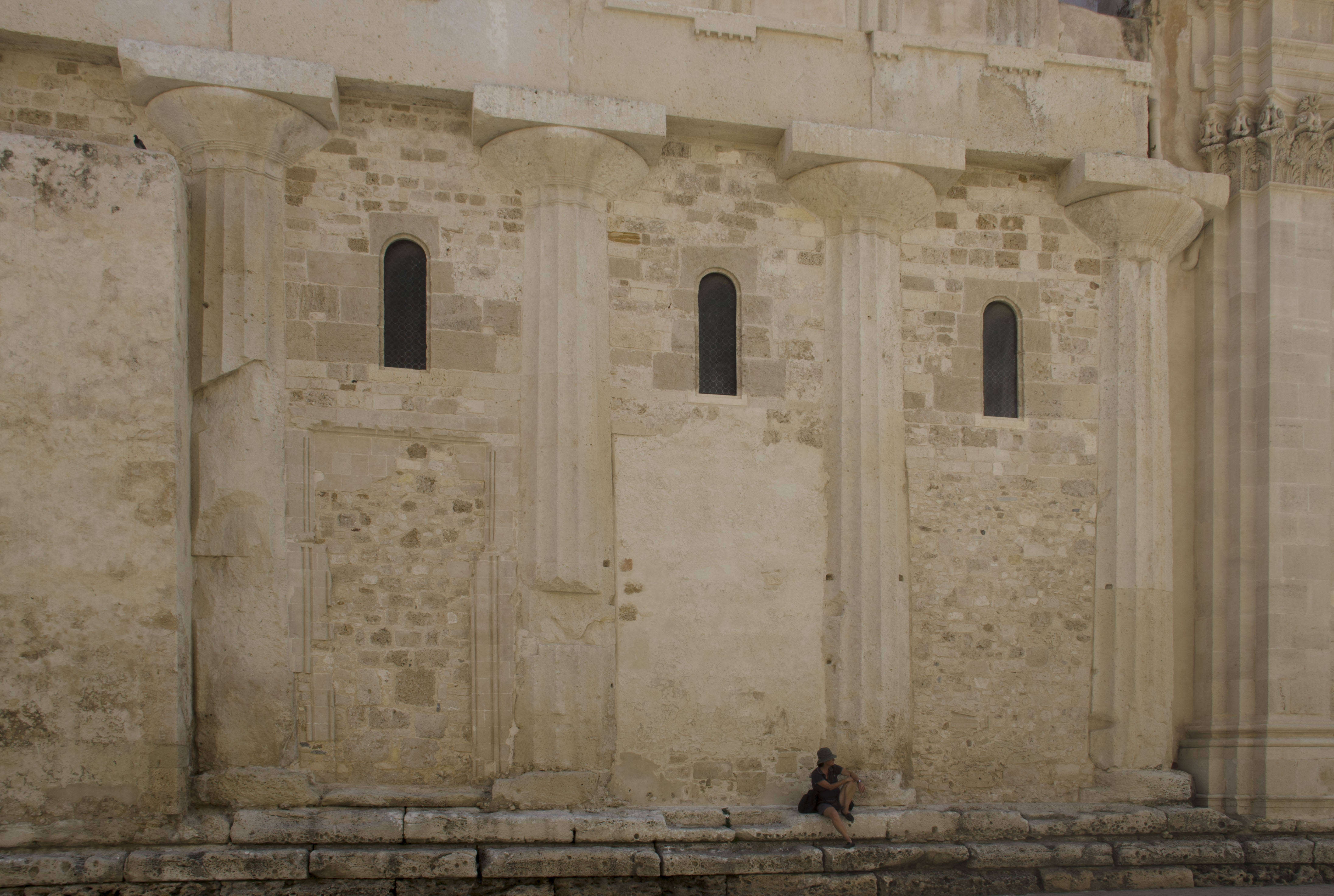
Il cantiere dell'Athenàion di Siracusa, poi incorporato dal duomo settecentesco, fu portato a termine dopo la battaglia di Imera: dimensioni e proporzioni sono analoghe a quelle del Tempio della Vittoria di Imera e del tempio C di Gela.

L'immensa disponibilità di manodopera servile che la vittoria ad Imera mette a disposizione di Terone e Gelone consente una significativa opera di monumentalizzazione delle due città. A Siracusa, ad opera dell'architetto Damocopo, viene costruito il teatro. Vicino al teatro Gelone fa inoltre costruire il tempio di Demetra e Kore (dimostrando, come già l'antenato Teline, attenzione all'elemento indigeno). Queste opere vengono realizzate nel nuovo quartiere della città detto Neapolis, che è al centro di un rilevante sviluppo urbanistico.
In onore alla vittoria contro Imera erige nella città della vittoria il tempio della Vittoria, a Siracusa costruisce un tempio gemello dedicandolo alla dea Athena e l'acquedotto Galermi con l'ausilio di schiavi cartaginesi. Avvia anche la costruzione di un tempio a Demetra sull'Etna, che rimane però incompiuto. Sempre nell'ottica di una "grecizzazione" del culto ctonio, fa edificare un santuario ad Amaltea, nei pressi di Ipponio, in Calabria, il che attesta l'esistenza di un rapporto significativo con le poleis di Magna Grecia già prima di Ierone (il quale, tra il 477 e il 476 a.C., siglerà, probabilmente, un trattato di symmachia con Locri, di cui Ipponio è subcolonia).